# 阿尔塔里克市镇
阿尔塔里克市镇（俄语：Муниципальное образование «Алтарик»）是俄罗斯联邦伊尔库茨克州努库茨基区所属的一个市镇。其下辖有4个居民点，行政中心为阿尔塔里克。据2016年统计，该市镇的人口为1110人。